# Bondero
Бондаренко «Bondero» Вадим Викторович (род. 28 июля 1967, Баку) — украинский художник.

## Биография
Родился 28 июля 1967 года.
В 1986 году закончил Бакинское художественное училище по специальности «Живопись». С 1989 по 1994 год учился в Московском художественном училище им. Строганова (специализация «Промышленный дизайн»).
В 2010 году издал детективный роман «Ипостась» о художниках Одессы, Киева и Москвы.
Участвует в персональных и групповых арт-проектах на Украине и Западной Европе. Живёт в Одессе и Амстердаме.

## Персональные выставки
- 2013 — «Абстрактный сюрреазизм» (совм. с Ириной Бережко). Galerie Ludwig Trossaert, Антеверпен, Бельгия.
- 2013 — NordArt Festival 2013 (Büdelsdorf, Germany).[3]
- 2013 — BERLINER LISTE 2013, Ярмарка Современного искусства. Kraftwerk Berlin / Dymchuk Gallery (Берлин, Германия).
- 2013 — Одесское биеннале современного искусства «Самоуправление: Культурная эволюци vs революция», Музей современного искусства Одессы (Одесса, Украина).
- 2012 — «Хроники будущих рас» (совм. с Ириной Бережко). Галерея LWW, Амстердам, Нидерланды.
- 2011 — «Ипостась». NT-ART Gallery, Одесса.
- 2010 — «Гибель Америки». Галерея Yatlo, Одесса.[4]
- 2009 — «Электронная анархия». Karas Gallery, Киев.
- 2008 — «Технодекаданс». Karas Gallery, Киев.[5]
- 2007 — «Техника выживания». Karas Gallery, Киев.
- 2006 — «Битва цивилизаций». Галерея L-АRT, Киев.
- 2005 — «Глобальное потепление». Морская галерея, Одесса.
- 2004 — «Восстание боксеров». Галерея L-АRT, Киев.
- 2003 — «Индустриальный буддизм». Одесский художественный музей, Одесса.
- 1997 — «Овальный мир». Тропен Музей, Амстердам.

## Групповые проекты
- 2012 — ARSENALE 2012, Первая Киевская международная биеннале современного искусства. Проект «Спасти президента». Dymchuk Gallery, Киев.
- 2012 — Проект «Finding the elephant». Kunstpodium T, Tilburg, Netherlands.
- 2011 — Art-Kiev Contemporary. Национальный культурно-художественный и музейный Арт-Центр «Мистецький Арсенал», Киев.[6]
- 2011 — Проект «Independent». Национальный культурно-художественный и музейный Арт-Центр «Мистецький Арсенал», Киев.
- 2011 — Проект «Космическая Одиссея». Национальный культурно-художественный и музейный Арт-Центр «Мистецький Арсенал», Киев.
- 2010 — II Одесская биеннале. Одесский Музей Современного Искусства.
- 2010 — IV Фестиваль «Sztukowanie 2010 — Festival Premier». Культурный Центр, Грифино, Польша.
- 2009 — III Украинская международная фотобиеннале. Проект «Теория выживания». Киев, Karas Gallery.
- 2008 — I Одесская биеннале. Одесский Музей Современного Искусства, Одесса.
- 2008 — «Битломания». Da Vinci Gallery, Киев.